# Jocelyn Gould
Jocelyn Gould (?, 1995. június 10. –) kanadai Juno-díjas (2021) dzsesszgitáros.

## Pályafutása
Jocelyn Gould Winnipegben született, kanadai jazzgitáros, az University of Manitobaton tanult, majd 2018-ban a Michigan State Universityn vett részt mesterképzésen. Gould számos jelentős zenész mellett lépett fel, köztük Freddy Cole, Jodi Proznick, Laila Biali, Allison Au és Will Bonness mellett játszott.
Az Elegant Traveller című albumát 2021-ben a Juno-díjjal jutalmazták az év jazzalbuma (szólista) kategóriában. Emellett ő a 2018-as Wilson Center International Jazz Guitar verseny első helyezettje volt.
Jocelyn Gould a Humber College oktatója és a gitár tanszék vezetője. Debütáló albuma, az Elegant Traveler 2020-ban, második albuma Golden Hour címmel 2022-ben jelent meg.

## Albumok
- Elegant Traveler (2020)

- Golden Hour (2022)

## Fordítás
Ez a szócikk részben vagy egészben  a   Jocelyn Gould című angol Wikipédia-szócikk ezen változatának fordításán alapul.  Az eredeti cikk szerkesztőit annak laptörténete sorolja fel. Ez a jelzés csupán a megfogalmazás eredetét és a szerzői jogokat jelzi, nem szolgál a cikkben szereplő információk forrásmegjelöléseként.